# Lloyd's Coffee House

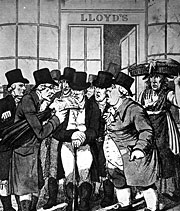
A 19th-century drawing of Lloyd's Coffee House

Lloyd's Coffee House var ett kaffehus i London mellan 1686 och 1785. Det var vid sidan av Jonathan's Coffee-House (1691–1748) Londons kanske mest berömda kaffehus och en betydande samlingsplats, framförallt för stadens sjömän, köpmän och skeppare, som kom dit för att informera sig om samtida nyheter. En rad organisationer och klubbar har fått sitt namn efter Lloyd's Coffee House. 